# Fédération des minerais et métaux non-ferreux
La Fédération des minerais et métaux non-ferreux (FEDEM) est une ancienne fédération française rassemblant divers organismes syndicaux des industries minières, des métaux et des minéraux. Fondée en [Quand ?] à [Où ?] à l'initiative de [Qui ?], elle a fusionné le 1er janvier 2014 avec la Fédération française de l'acier (FFA) pour former l'Alliance des minerais, minéraux et métaux (A3M).

## Adhérents
- Areva NC
- Argiletz (Laboratoire)
- Bureau de recherches géologiques et minières (BRGM)
- Eramet (groupe)
- Johnson Controls AUTOBATTERIE s.a.s
- Lalique
- Saft